# 백자 청화동정추월문 항아리
백자 청화동정추월문 항아리(白磁 靑畵洞庭秋月文 壺)는 서울특별시 용산구, 삼성미술관 리움에 있는 조선시대의 백자이다. 2003년 12월 30일 대한민국의 보물 제1390호로 지정되었다.

## 개요
백자청화동정추월문 항아리는 원통형의 듬직한 몸체에 입이 크게 벌어진 병으로, 떡메처럼 생겼다 하여 속칭 ‘떡메병’이라고 부르기도 한다. 이 병은 꽃을 꽂는 화병이었던 것으로 추정되는데, 조선시대에 소수 제작되었으나 현재 전하는 예는 매우 드물다.
표면에는 발색이 좋은 청화안료로 몸통 전체에 산수화를 시원스럽게 펼쳐 그렸는데, 한 면에는 절벽 위에 세워진 누각과 깃발을 묘사하고, 그 좌측으로는 하늘의 둥근 달과 멀리 삼산봉(三山峰)을 배경으로 근경에 선유경(船遊景)과 배가 정박해 있는 강촌(江村)의 풍경을 그렸다. 이러한 소재의 산수화는 18세기 후반 경기도 광주 분원에서 제작되던 백자의 장식에 크게 유행하는데, 이 작품의 경우 그림의 필력이나 구도가 특출하여 궁중소속의 도화서 화원이 그린 것으로 추정할 수 있다.
표면에는 푸른빛이 서린 맑고 투명한 백자유약이 씌워졌는데, 이러한 유약의 빛깔은 18세기 후반 경 만들어진 백자에 나타나는 특징이기도 하다. 굽은 병의 밑바닥 안쪽을 둥글게 파내어 만든 안굽으로 접지면의 폭이 좁고 깎음새가 단정하다. 굽 안바닥까지 유약을 씌웠으며, 바닥에 가는 모래를 받쳐 번조하였다. 시원스런 형태와 빼어난 그림솜씨가 돋보이는 작품이다. 

## 같이 보기
- 백자

## 참고 자료
- 백자 청화동정추월문 항아리 - 국가유산청 국가유산포털